# Карел Блажек
Карел Блажек (чеськ. Karel Blažek, нар. 26 липня 1948, Пршеров) — чеський письменник-фантаст, перекладач, видавець і літературний редактор.

## Біографія
Карел Блажек народився у Пршерові. З 1963 до 1967 року він вивчав ветеринарію у Середній сільськогосподарській і технічній школі в Кромержижі. За два роки він вступив до Університету імені Яна Евангеліста Пуркинє в Брно на факультет мистецтв, який закінчив у 1974 році. Він писав дипломну роботу про чеську науково-фантастичну літературу. Після закінчення університету Карел Блажек протягом 17 років, з 1974 до 1991 року, працював редактором у видавництві «Blok» у Брно, з 1990 року він також працював головним редактором журналу «Listy pro literaturu». У 1991 році він заснував приватне видавництво «Černá planeta». Карел Блажек також постійно співпрацював із чехословацьким фандомом, та часто брав участь у чехословацькому з'їзді шанувальників фантастики — Парконі.

## Літературна діяльність
Карел Блажек розпочав свою письменницьку діяльність із віршованих творів, пізніше опублікував кілька науково-фантастичних оповідань у різних журналах. У 1979 році він опублікував свій перший науково-фантастичний роман «Приземлення» (чеськ. Přistání), в якому описується контакт землян з іншопланетянами. У 1982 році надрукований другий роман письменника «Найкраще століття» (чеськ. Nejlepší století), а в 1989 році вийшов його роман у стилі фентезі «Будинок та інші планети» (чеськ. Domov a jiné planety). Також Карел Блажек уклав дві антології науково-фантастичних оповідань різних чеських авторів, а з 1988 року вів на телебаченні програму про фантастику. Також Карел Блажек брав участь у перекладі роману Френка Герберта «Дюна», а також різних науково-фантастичних творів з англійської, французької, німецької, польської і словацької мов. Він також є автором кількох фотоальбомів з видами Моравії.

## Вибрана бібліографія

### Поезія
- 1979 — Acta paleon-tologica у збірці «Гнізда перелітних птахів» (чеськ. Hnízda stěhovavých ptáků)

### Романи
- Приземлення (чеськ. Přistání, 1979)
- Найкраще століття (чеськ. Nejlepší století, 1982)
- Будинок та інші планети (чеськ. Domov a jiné planety, 1989)

### Оповідання
- Торжество (чеськ. Slavnost, 1977)
- Пасти (чеськ. Past, 1978)
- Hydra chondris, 1985
- Собака (чеськ. Pes, 1983)
- Мала бюрократка (чеськ. Malá byrokratická, 1990)